# چه زیباست برناردا، سراپا شبدیز، سراپا پرحرارت
چه زیباست برناردا، سراپا شبدیز، سراپا پُرحرارت (ایتالیایی: Quant'è bella la Bernarda, tutta nera, tutta calda) یک فیلم کمدی به کارگردانی لوچو جاکین است که در سال ۱۹۷۵ منتشر شد. این فیلم در سال ۱۹۷۳ با عنوان اولیهٔ حکایت‌های کانتربری شمارهٔ ۲ ساخته شد، اما به دلیل محدودیت‌ها و سانسور در سال ۱۹۷۵ توزیع شد. دست‌اندرکاران فیلم، آن را با عنوان جدید چقدر زیباست برناردا هر آنکه او را لمس می‌کند … هر آن که به او نگاه می‌کند در ۳ ژوئیه ۱۹۷۳ به ادارهٔ نظارت و سانسور ایتالیا ارائه دادند، اما این نام بعدها به سکسورسیست تغییر یافت و در نهایت نام فعلی را به خود گرفت.

## گزیدهٔ بازیگران
- ماری‌آنجلا جوردانو
- ماریو برگا
- دادا گالوتی
- مارچلا دی فولکو
- انتسو پولکرانو
- باربارا مارتسانو
- فابیو گاریبا
- سالواتوره باکارو